# Sternotomis chrysopras
Sternotomis chrysopras är en skalbaggsart som först beskrevs av Voet 1778.  Sternotomis chrysopras ingår i släktet Sternotomis och familjen långhorningar.
Artens utbredningsområde är:
- Angola.
- Gabon.
- Ghana.
- Senegal.
- Sierra Leone.
- Togo.

Inga underarter finns listade i Catalogue of Life.